# 畢三才
畢三才（？—？），號印石，江西建昌府贵溪县人，明朝政治人物。同進士出身。畢濟川之孫、畢濟時之姪孫。

## 生平
嘉靖乙卯（1555年）十二月二十一日（官年）生。萬曆十年（1582年）壬午科江西鄉試舉人，十七年（1589年），登己丑科三甲十八名進士，禮部觀政，六月授直隶徽州府推官，二十三年行取入京，授湖广道監察御史，巡视北城，二十四年正月奉差往长芦巡盐，二十五年巡视南城，二十六年巡按陕西，兼巡茶马，二十九年巡按贵州，九年满考，三十三年十二月升太仆寺添注少卿，三十七年提督西路馬政，三十九年四月调外任。

## 家族
曾祖畢瑜，庶吉士，山东佥事。祖父畢濟川，弘治壬戌会魁、翰林院编修。父畢武卿，封文林郎徽州府推官。